# Überschuldung
Überschuldung liegt vor, wenn weder vorhandenes Vermögen noch erwartete Einnahmen eines Schuldners dessen bestehende Verbindlichkeiten abdecken.
2021 galten 6,16 Millionen Personen in Deutschland als überschuldet, wobei diese Zahl zum dritten Jahr in Folge gesunken ist.

## Allgemeines
Überschuldung ist ein Zustand exzessiver Schulden, den der Schuldner nach menschlichem Ermessen nicht mehr aus vorhandenen Einnahmen oder Vermögen beseitigen kann. Der Begriff Überschuldung hat sich umgangssprachlich sowie durch die Verwendung in Spezialgesetzen gebildet. In Deutschland wird der Begriff als eine mögliche Ursache für eine Insolvenz in der Insolvenzordnung (InsO) definiert, deren Vorgänger die aus Oktober 1879 stammende Konkursordnung war. Der Begriff wird auch im Rahmen der Nachlassinsolvenz definiert.
Als Schuldner kommen alle Wirtschaftssubjekte in Betracht (Privathaushalte, Unternehmen sowie der Staat mit seinen Untergliederungen Länder, Gemeinden, Gemeindeverbände, Staatsunternehmen). Bei juristischen Personen und bestimmten Personengesellschaften stellt die Überschuldung nach deutschem Insolvenzrecht gemäß der Legaldefinition in § 19 Abs. 2 InsO einen Insolvenzgrund dar. Bei Privatpersonen und bei Personengesellschaften stellt allein die Überschuldung keinen Insolvenzgrund dar, sondern lediglich die Zahlungsunfähigkeit.
Überschuldung liegt bei allen Wirtschaftssubjekten vor, wenn deren Schulden ihr Vermögen übersteigen.
Das kann einerseits durch Wertminderungen im Vermögen, andererseits durch Anwachsen der Schulden (etwa Zinseszins-Effekt, exponentielles Wachstum der Schulden durch zunehmende Neuverschuldung) geschehen.

## Ursachen
Ursachen für Überschuldung können einerseits Vermögensverfall (Wertminderungen im Vermögen etwa durch Kursverluste bei Wertpapieren, Wertverluste bei Immobilien) oder Einnahmerückgänge (Umsatzeinbrüche oder überhöhte Investitionsrisiken bei Unternehmen; Arbeitslosigkeit, Kurzarbeit, Einkommenseinbußen bei Arbeitsplatzwechsel, Scheidung und Krankheit bei Privathaushalten), andererseits auch ein kontinuierliches oder abruptes Anwachsen der Schulden etwa durch kumulierende Schuldzinsen (Zinseszinsen) oder die so genannte Schuldenfalle sein. Als Schuldenfalle werden Kreditaufnahmen bezeichnet, insbesondere Konsumkredite („Konsumschulden“), bei denen unkontrolliert Schulden entstehen und anwachsen können (etwa bei Dauerschuldverhältnissen wie Handyvertrag oder Ratenkauf). Der Zinseszinseffekt trägt aufgrund mathematischer Gesetzmäßigkeiten zu einem exponentiellen Schuldenwachstum und damit zur Überschuldungsgefahr bei.

### Privatpersonen

#### Ursachen aus der Sicht der Schuldner
| Ursache                                                                         | 2013 Statistisches Bundesamt | 2007 Schulden-Kompass der Schufa Holding AG |
| ------------------------------------------------------------------------------- | ---------------------------- | ------------------------------------------- |
| Arbeitslosigkeit und die damit verbundenen Einkommenseinbußen                   | 25,2 %                       | 29,3 %                                      |
| Änderung der Lebensumstände durch Scheidung oder Tod des Partners/der Partnerin | 3,8 %                        | 13,5 %                                      |
| Erkrankung, Sucht oder Unfall                                                   | 8,3 %                        | 9,8 %                                       |
| Gescheiterte Selbständigkeit, Existenzgründung                                  | 1,3 %                        | 9,5 %                                       |
| Unwirtschaftliche Haushaltsführung (Konsumverhalten)                            | 20,4 %                       | 8,6 %                                       |
| Gescheiterte Immobilienfinanzierung                                             | 0,1 %                        | 4,0 %                                       |

Die Studie Schulden-Kompass merkt an, dass die Ursachen nicht immer objektiven Maßstäben entsprechen. Beispielsweise lag in den Fällen, bei denen ein Scheidungsdatum angegeben war, das Scheidungsdatum nur zu einem Viertel innerhalb der vergangenen zwei Jahre seit Aufsuchen der Beratungsstelle. Subjektive Ursachen wie Konsumverhalten oder mangelnde wirtschaftliche Bildung werden bei Erhebungen in Schuldnerberatungen systematisch unterschätzt. Auch ist die Klientel von Schuldnerberatungen nicht zwingend repräsentativ für die Gesamtheit der Überschuldeten.
Bei einem deutlichen Anteil der Beratungsfälle (etwa 10 %) sind Schuldenprobleme auf die unzureichend ausgebildete Fähigkeit zurückzuführen, mit Geld umzugehen. Das Angebot des Handels, auf Darlehensbasis zu kaufen, oder der Kreditinstitute, das Konto zu überziehen, verführt oftmals dazu, mehr Geld auszugeben, als eingenommen wird. Es ist natürlich schwieriger, die eigenen Lebenshaltungskosten zu erfassen, als Kredite in Anspruch zu nehmen. Auch der bargeldlose Zahlungsverkehr ist eine Schuldenfalle. Da heute der Konsum von Waren und Dienstleistungen mit dem Bezahlen meist nicht mehr zeitlich zusammenfällt (Gebührenrechnungen kommen erst einen Monat später, automatische Abbuchungen vom Konto) entsteht die Vorstellung, unbegrenzt über Geldreserven verfügen zu können. In diesen Fällen sind die betroffenen Personen bei Lektüre der entsprechenden Abrechnungen (wie bei Handyrechnungen) sehr überrascht und reagieren dann zum Teil mit Verdrängung.
Die im Rahmen des Schulden-Kompasses zitierte Studie betrachtet auch die Verteilung der Volumina der Schulden auf einzelne Gläubigergruppen. Durchschnittliche Schulden (2007) nach Gläubigern ohne Selbständige und Personen mit Immobilienschulden:
- Kreditinstitute in Form von Raten- und Dispositionskrediten: 11.017 Euro = 48,8 %,
- Schulden bei Inkassounternehmen: 2663 Euro = 11,8 %,
- Schulden bei öffentlichen Gläubigern wie Finanzämter: 1620 Euro = 7,2 %,
- Schulden bei Privatpersonen: 904 Euro = 4,0 %,
- Schulden bei Vermietern in Form von nicht geleisteten Mietzahlungen: 885 Euro = 3,9 % oder
- Schulden bei Telefongesellschaften (Telefon, Internet, Mobilfunk): 664 Euro = 2,9 %.

Insgesamt ergaben sich hieraus 22.555 Euro durchschnittliche Schulden. Hat eine Person Schulden bei einer anderen Privatperson, so beliefen sich diese Privatkredite auf 13.400 Euro. Für nicht geleistete Unterhaltsverpflichtungen hatten die unterhaltspflichtigen Personen einen durchschnittlichen Rückstand von 6.700 Euro.
Bei den Volumina sind Bankschulden deutlich überrepräsentiert, weil hier im Einzelfall sehr hohe Beträge auflaufen können, insbesondere bei gescheiterten Immobilienfinanzierungen, Existenzgründungen oder in der Vergangenheit erfolgten Umschuldungen. Wer nicht durch gescheiterte Einzelprojekte, sondern durch regelmäßigen überzogenen Konsum (Handy, Energie/Versorger, Versandhaus, Miete etc.) in die Schuldenfalle gerät, hat wertmäßig meist deutlich geringere Außenstände. Insbesondere die häufig in den Medien verbreitete Aussage, dass Handyrechnungen zur Überschuldung Jugendlicher beitragen, ist durch diese Zahlen nicht belegt.

#### Ursachen aus Sicht der Gläubiger
Auch aus Sicht der Gläubiger sind Einkommensveränderungen häufigste Auslöser von Überschuldung.
Aus Gläubigersicht sind zusätzlich jedoch noch die folgenden Punkte Ursachen für Überschuldung (die aus Gläubigersicht als Kreditausfall wahrgenommen wird):
- Finanzielle Allgemeinbildung: Typisch ist ein relativ niedriges Ausbildungsniveau der überschuldeten Personen. Danach waren nur 3,8 % der Überschuldeten Akademiker, 31 % hatten keine abgeschlossene Berufsausbildung, 65 % eine abgeschlossene Lehre.[3]
- Unangemessene Konsumneigung: Die Bereitschaft, den Konsum zu reduzieren, wenn das Einkommen zurückgeht, ist nicht immer vorhanden. Vielfach bemühen sich die Betroffenen, ihren Lebensstandard zu halten und nehmen hierzu Kredite in Anspruch. Dies betrifft auch gescheiterte Immobilienfinanzierungen. Vielfach erfolgt nicht sofort nach Trennung oder Arbeitslosigkeit ein freihändiger Verkauf der Immobilie. Stattdessen wird auf Besserung gehofft und zunehmende Verschuldung in Kauf genommen.
- Betrug: Die Analyse der Kreditunterlagen von notleidenden Krediten zeigt, dass Kreditnehmer (insbesondere wenn die Verschuldungshöhe eine weitere Kreditausweitung nicht mehr erlaubt) nicht immer „mit offenen Karten“ spielen. Sofern Angaben bei Selbstauskünften falsch sind oder gar falsche Einkommensunterlagen vorgelegt werden, ist es den Banken nicht möglich, drohende Überschuldung im Vorfeld zu erkennen.

### Unternehmen
Bei etwa zwei Drittel der Insolvenzen deutscher mittelständischer Unternehmen liegt Überschuldung vor. Ursache der Überschuldung sind in über 90 % dieser Fälle operative Verluste; aus der direkten Geschäftstätigkeit sind über einen längeren Zeitraum hinweg die Erträge geringer als die Aufwendungen, sodass keine Gewinne erwirtschaftet werden können. Die entstehenden Verluste schmälern das Eigenkapital, sodass entstehende Liquiditätsengpässe meist nur durch Erhöhung der Schulden beseitigt werden können. Bei Großunternehmen, Konzernen und Selbständigen können auch andere Gründe vorherrschend sein. Weitere Gründe für eine Überschuldung von Unternehmen können Wertberichtigungen auf Beteiligungen, notwendige hohe Rückstellungen, sonstige Risikovorsorge, Altlasten und bedeutende Zahlungsausfälle sein.

### Staaten
Ursachen einer exzessiven Staatsverschuldung sind zumeist strukturelle und permanente Haushaltsdefizite eines Staates, also ein krisenhaft strukturell zu großer Unterschied zwischen Staatsausgaben und Staatseinnahmen. Weitere Gründe sind auch Ausgaben für Aufrüstung, für Kriege, für Reparationszahlungen, für nicht nachhaltig finanzierbare Infrastrukturprojekte, Sozialleistungen und Personalkosten beim Staat sowie allgemein auch Korruption und Ineffizienz in Zusammenhang mit Staatsausgaben.
Rezessionen führen regelmäßig zu einer Belastung des Staatshaushalts durch Rückgang der einkommensbezogenen Steuern (progressive Einkommensteuer, Körperschaftsteuer) bei gleichzeitigem Anstieg der Sozialausgaben (Automatische Stabilisatoren). Zudem kann eine Wirtschafts- oder Finanzkrise hohe Ausgaben zur Stabilisierung der Wirtschaft, Sicherung des sozialen Friedens und zur Unternehmensrettung verursachen und zu höheren Staatsschulden führen.
Die Hauptursachen für krisenhaft geringe Staatseinnahmen sind oft in zu niedrigen Steuern, der Duldung von Ineffizienz und Korruption bei der Steuererhebung und beim Staatsapparat insgesamt zu sehen.
Wenn ein Staat seine strukturellen und permanenten Defizite zunächst kaschiert und/oder nicht wieder senkt und stattdessen mehrfach mit erheblichen Schuldenaufnahmen finanziert, werden die Zins- und Tilgungslasten aus diesen Schuldenaufnahmen erfahrungsgemäß immer mehr selbst die Ursache für strukturelle Haushaltsdefizite eines Staates, abzulesen an negativen Primärsalden des Staatshaushalts.
Im Oktober 2024 sind laut Weltbank die 26 ärmsten Länder der Welt (Heimat von etwa 40 Prozent der ärmsten Menschen) so hoch verschuldet wie seit 2006 nicht mehr, und die Fähigkeit der einkommensschwachen Volkswirtschaften, kostengünstige Finanzierungen zu erhalten, sei weitgehend versiegt.
Eine kommunale Überschuldung liegt vor, wenn in der Bilanz das Eigenkapital aufgebraucht ist (§ 75 Abs. 7 GemO NRW).

## Überschuldete Schuldner
Bei der Untersuchung der Überschuldungsthematik ist danach zu unterscheiden, ob der Schuldner Privatperson, Unternehmen oder ein Staat ist.

### Privatpersonen
| Ursache                            | 2010   | 2018   |
| ---------------------------------- | ------ | ------ |
| Arbeitslosigkeit                   | 28,3 % | 20,0 % |
| Scheidung, Trennung, Tod           | 18,1 % | 13,2 % |
| Krankheit, Sucht, Unfall           | 18,2 % | 15,8 % |
| Unwirtschaftliche Haushaltsführung | 12,1 % | 12,7 % |
| Sonstiges                          | 22,4 % | 39,3 % |

Innerhalb der EU gibt es keine einheitliche Definition für die Überschuldung von Privatpersonen. In Deutschland spricht das Bundesfamilienministerium von Überschuldung bei Privathaushalten, wenn deren „Einkommen über einen längeren Zeitraum nach Abzug der Lebenshaltungskosten trotz Reduzierung des Lebensstandards nicht zur fristgerechten Schuldentilgung ausreicht.“ Dem Ministerium kommt es also darauf an, dass vermögenslose Haushalte ausschließlich ihr Einkommen zur Schuldentilgung einsetzen und dabei ihre Ausgabenstruktur so reduzieren, dass hiermit eine Verringerung des Lebensstandards einhergeht. Ist jedoch noch verfügbares – und nicht bereits zur Kreditsicherung verwendetes – Vermögen vorhanden, so muss das nicht für eine bescheidene Lebensführung notwendige Vermögen zwecks Schuldenabbau veräußert werden.
Minderjährige können nach geltendem Recht ohne Einwilligung der Eltern keine eigenen rechtsverbindlichen Verpflichtungen eingehen, die zu Schulden führen (§ 1822 Nr. 8 BGB). Eine eigenmächtige Verschuldung von Minderjährigen in Form von Kontoüberziehung ist daher ebenso ausgeschlossen wie die Begründung von Zahlungsverpflichtungen infolge eines Darlehensvertrages. Eine Ver- und Überschuldungsgefahr stellen allerdings Dauerschuldverhältnisse dar, bei denen die Höhe der monatlichen Beträge nicht feststeht oder nicht nach oben begrenzt ist (Handyverträge).
Bei Privathaushalten stellt sich die Frage, wann Überschuldung eintritt. Maßgröße ist hier das Einkommen eines Haushalts, an dem die Schulden zu orientieren sind. Die englische Task Force on Tackling Overindebtedness geht bei einer Konsumentenkredit-Quote von 25 % des Bruttoeinkommens von einer massiven Risikogefährdung aus, in finanzielle Schwierigkeiten zu geraten. In Deutschland geben die Haushaltswissenschaften einen Wert von 20 % des Haushaltsbruttoeinkommens an, den die Summe aller Schuldverpflichtungen nicht überschreiten sollte. Der „Kreditratgeber“ des Beratungsdienstes der Sparkassen empfiehlt bei kleinen und mittleren Einkommen sogar, bereits bei einem Übersteigen der Kreditrate von mehr als 10 % des Haushaltseinkommens Vorsicht walten zu lassen. Eine nicht quantifizierte, sondern am Haushaltsniveau orientierte Definition liefert Ulf Groth. „Überschuldung liegt dann vor, wenn nach Abzug der fixen Lebenshaltungskosten (Miete, Energie, Versicherung etc. zzgl. Ernährung) der verbleibende Rest des monatlichen Einkommens für zu zahlende Raten nicht ausreicht“. In Frankreich wird Überschuldung in Art. 1 Abs. 1 des „Loi Neiertz“ als offensichtliches Unvermögen des Schuldners beschrieben, seinen Verbindlichkeiten nicht-beruflicher Art nachzukommen.
Der Wirtschaftsauskunftei Creditreform zufolge waren im Jahr 2010 etwa 6,5 Millionen erwachsene Deutsche nicht in der Lage, ihre Kreditverpflichtungen (Raten) zu begleichen; das waren 300.000 Personen mehr als 2009. „Die von der Bundesregierung geplanten Sparmaßnahmen sowie weitere Faktoren – wie zunehmende Wohnkosten und der Anstieg prekär Beschäftigter – drohen Auslöser für eine neuerliche Überschuldungssituation zu sein.“ Der Verlust des Arbeitsplatzes sei der wichtigste Auslöser für finanzielle Engpässe. Auch die steigenden finanziellen Belastungen für Gesundheit und Altersvorsorge oder die Miete ließen weniger Spielraum, um bestehende Kredite zurückzahlen zu können. Gerade bei jüngeren Erwachsenen sitze zudem im Aufschwung das Geld wieder lockerer in der Tasche; auch die Bereitschaft steige, neue Kredite aufzunehmen.
Die Altersüberschuldung hat weiter deutlich an Bedeutung gewonnen. Im Jahre 2018 mussten rund 263.000 Menschen in Deutschland ab 70 Jahren als überschuldet eingestuft werden (+35 % gegenüber 2017). Das Problem der Altersüberschuldung wird in Zukunft zunehmen. Die Zahl jüngerer überschuldeter Verbraucher (unter 50 Jahre) hat fast ebenso deutlich abgenommen. Wohnen ist in deutschen Großstädten in vielen Fällen zum Armutsrisiko, in jedem Fall zum Überschuldungsrisiko geworden. Arbeitslosigkeit (Anteil 2018: 20 Prozent) und gescheiterte Selbständigkeit (8 Prozent) haben langfristig an Bedeutung verloren. Erkrankung/Sucht/Unfall (Anteil 2018: 16 Prozent) sowie unwirtschaftliche Haushaltsführung (Anteil 2018: 13 Prozent) haben sich dagegen verstärkt.
| Land                   | 2011  | 2018  |
| ---------------------- | ----- | ----- |
| Bremen                 | 13,48 | 13,94 |
| Berlin                 | 12,32 | 12,42 |
| Sachsen-Anhalt         | 11,49 | 12,73 |
| Saarland               | 10,92 | 11,36 |
| Nordrhein-Westfalen    | 10,81 | 11,69 |
| Schleswig-Holstein     | 10,47 | 10,90 |
| Hamburg                | 10,46 | 10,62 |
| Niedersachsen          | 10,13 | 10,34 |
| Mecklenburg-Vorpommern | 09,77 | 10,53 |
| Rheinland-Pfalz        | 09,67 | 10,10 |
| Hessen                 | 09,46 | 10,04 |
| Brandenburg            | 09,36 | 09,94 |
| Thüringen              | 08,42 | 09,30 |
| Sachsen                | 08,26 | 09,92 |
| Baden-Württemberg      | 07,50 | 08,31 |
| Bayern                 | 06,88 | 07,43 |
| Deutschland            | 09,38 | 10,04 |

Liegen die Tatbestandsvoraussetzungen vor, kann eine vorsätzlich oder fahrlässig herbeigeführte Überschuldung (Bankrott) strafrechtlich verfolgt werden, wenn dadurch Gläubiger geschädigt werden (§ 283 StGB). Dies kann sowohl bei überschuldeten Privatpersonen als auch bei Unternehmen der Fall sein, nicht aber bei überschuldeten Staaten.

### Unternehmen

#### Rechtslage in Deutschland
Formalrechtlich hat der Gesetzgeber in der Insolvenzordnung (InsO) versucht, den Überschuldungsbegriff für Zwecke der Unternehmenskrise zu definieren. Danach ist Voraussetzung, dass das Vermögen des Schuldners die bestehenden Verbindlichkeiten nicht mehr deckt, es sei denn, die Fortführung des Unternehmens ist nach den Umständen überwiegend wahrscheinlich (§ 19 Abs. 2 InsO). Das Gesetz ist damit zum zweistufigen Überschuldungsbegriff zurückgekehrt, wie er unter Geltung der früheren Konkursordnung noch vertreten wurde. Regelfall ist mithin die Gegenüberstellung des Vermögens mit den Schulden. Übersteigen die Schulden das Vermögen (Aktiva) und ist somit das Eigenkapital rechnerisch negativ, liegt nur dann keine Überschuldung vor, wenn eine positive Fortführungsprognose besteht. Die Eigenkapitalquote ist ein wesentlicher Faktor bei der Beurteilung der Bonität eines Schuldners, die wiederum ausschlaggebend dafür ist, ob überhaupt und zu welchen Kreditkonditionen Kredite gewährt werden.
In der Überschuldung kann deshalb ein Zustand von Schuldnern verstanden werden, der auf der Grundlage eines Schuldenüberschusses über das Vermögen auch für die Zukunft keine positive Entwicklung verspricht. Für Unternehmen ist eine Überschuldungsbilanz aufzustellen, die die realisierbaren Vermögensgegenstände nach Liquidationswerten enthält und diese den tatsächlichen Schulden gegenüberstellt. Ergibt sich hierbei ein Schuldenüberschuss, und eine Fortführungsprognose fällt aufgrund der Kosten- und Umsatzplanung negativ aus, sind die Voraussetzungen der insolvenzrechtlichen Überschuldung nach § 19 Abs. 2 InsO gegeben. Diese Überschuldungsbilanz beruht nicht auf den Rechnungslegungsvorschriften (Handelsgesetzbuch, IFRS), sondern berücksichtigt die realisierbaren Vermögenswerte. Vermögensgegenstände, die aufgrund einer gesetzlichen Aktivierungspflicht in der Handelsbilanz ausgewiesen werden müssen, aber zum Zeitpunkt der Aufstellung der Überschuldungsbilanz wertlos sind, werden nicht berücksichtigt.
Spezialregelungen sehen bei Kapitalgesellschaften bestimmte Konsequenzen vor, wenn Vorstufen der Überschuldung erreicht werden. So ist bei der GmbH eine Gesellschafterversammlung einzuberufen, wenn die Hälfte des Stammkapitals verloren ist (§ 49 Abs. 3 GmbHG). Eine vergleichbare Regelung für Aktiengesellschaften enthält § 92 Abs. 1 AktG. Ein Verstoß hiergegen kann über § 823 Abs. 2 BGB zur zivilrechtlichen Haftung sowie zur Strafbarkeit (§ 84 GmbHG, § 283 StGB – Bankrott) führen.

#### Rechtslage in der Schweiz
Bei „begründete[r] Besorgnis einer Überschuldung“ ist eine Zwischenbilanz zu erstellen; diese wird von der Revisionsstelle geprüft (Art. 725Abs. 2 Satz 1 OR). Auf eine Überschuldungsanzeige hin kann sodann – Ausnahmen vorbehalten – ohne vorgängige Betreibung der Konkurs eröffnet werden (Art. 192 SchKG in Verbindung mit Art. 725s Abs. 1 Satz 1 OR).

#### Rechtslage in Österreich
In Österreich gibt es keine Legaldefinition des Begriffs „Überschuldung“, die Vorgangsweise ist in § 67 Insolvenzordnung geregelt: Überschuldung ist ein Insolvenzgrund bei Personengesellschaften deren unbeschränkt haftender Gesellschafter keine natürliche Person ist (beispielsweise eine GmbH & Co. KG), juristischen Personen und Verlassenschaften, also nicht – wie die Zahlungsunfähigkeit – ein allgemeiner Insolvenzgrund. Nach einer OGH-Grundsatzentscheidung liegt eine insolvenzrechtlich bedeutende Überschuldung nur in dem Fall vor, dass 

„die Fortbestehensprognose ungünstig, dh die Liquidation oder Zahlungsunfähigkeit wahrscheinlich und das […] nicht nach Fortführungs-, sondern Liquidationswerten zu bewertende Vermögen zur Befriedigung der Gläubiger im Liquidationsfall unzureichend ist. Konkursreife besteht daher auch bei rechnerischer Überschuldung, etwa zufolge des weitgehenden Verlustes des Eigenkapitals, nur dann, wenn sich eine positive Fortbestehensprognose nicht erstellen lässt.“

 Zentral im österreichischen Insolvenzrecht ist daher die zukunftsbezogene Perspektive: Ist davon auszugehen, dass das Unternehmen in absehbarer Zeit seine prekäre Vermögenssituation verbessern kann und weiterhin liquide bleibt, liegt der Insolvenzgrund „Überschuldung“ nicht vor.

#### Nachlassinsolvenz
Erblasser können neben Erbschaftsvermögen den Erben im Wege der Gesamtrechtsnachfolge auch alle Schulden hinterlassen. Dies ist solange unproblematisch, wie das Erbschaftsvermögen die zu erbenden Schulden übersteigt. Auch hier stellt das Gesetz die Schulden dem Vermögen gegenüber. Für diese Schulden muss der Erbe mit dem eigenen Vermögen haften, wenn er die Erbschaft antritt und zum Gesamtrechtsnachfolger des Erblassers nach § 1922 Abs. 1 BGB wird. Um die Erben vor den Schulden und den daraus resultierenden Haftungsfolgen zu schützen, gibt es die Nachlassinsolvenz. Hierbei handelt es sich um eine Sonderform der Insolvenz, durch die die Erben von der Haftung mit ihrem eigenen Vermögen befreit werden. Die Erben müssen dann bei Schulden, die durch den Tod des Erblassers an sie übergangen sind, nicht mit dem eigenen Vermögen haften. Die Nachlassinsolvenz wird neben der Zahlungsunfähigkeit auch durch Überschuldung ausgelöst (§ 320 InsO). Der Antrag auf ein solches Verfahren kann von den Erben erst dann gestellt werden, wenn die Überschuldung des Nachlasses feststeht. Aus finanzieller Sicht ist es für den Erben sinnvoll, das Erbe auszuschlagen.

### Staatsverschuldung
Die Gefahr der Überschuldung eines Staates wird verstärkt, wenn neben einem hohen Länderrisiko auch ein hohes Währungsrisiko besteht. Ein hoch verschuldeter Staat kann gezwungen sein, seine künftige Staatsverschuldung in Fremdwährung aufzunehmen (so genanntes Original Sin). Eine Abwertung der Inlandswährung (und die damit verbundene Zunahme der Staatsschulden in inländischen Währungseinheiten) oder eine Aufwertung der Fremdwährung (bei Fremdwährungskrediten) können den Prozess der Überschuldung erheblich beschleunigen. Umgekehrt kann ein Land, dessen Währung international als Reservewährung akzeptiert wird, eine bestehende Staatsverschuldung monetisieren.
Beim Staat als größtem Aggregat ist es schwer, den Zustand der Überschuldung zu ermitteln. Einen Anhaltspunkt bieten die Stabilitätskriterien (Konvergenzkriterien) der Maastrichter Verträge zur Europäischen Wirtschafts- und Währungsunion sowie Folgevereinbarungen. Diese sehen vor, dass die Mitgliedstaaten als Voraussetzung zum Beitritt in die Europäische Währungsunion zur Begrenzung ihrer öffentlichen Verschuldung zwei Ziele erfüllen müssen. Einerseits darf das jährliche öffentliche Haushaltsdefizit 3 % des Bruttoinlandsprodukts (BIP) und andererseits der öffentliche Schuldenstand (kumuliertes Haushaltsdefizit) 60 % des BIP nicht übersteigen. Werden diese Zielgrößen geringfügig und nur kurzfristig überschritten, kann noch nicht von einer Überschuldung eines Staates gesprochen werden. Bei exzessiver und längerfristiger Überschreitung wie im Falle Griechenlands liegt der Zustand der Staatsüberschuldung jedoch nahe. Bei Griechenland kann mit einem Defizit von 15,4 % (2009) bzw. 10,4 % (2010) sowie einem Schuldenstand von 127,8 % (2009) und 142,8 % des BIP (2010) mit nur geringen Wachstumschancen des BIP bereits von Überschuldung gesprochen werden. Maßgröße im Staatssektor ist also der Wert aller in einem Jahr in einem Staat produzierten Güter und erbrachten Dienstleistungen, ausgedrückt im BIP als Symbol für die Wirtschaftskraft eines Staates.
Eine weitere Maßgröße für die Überschuldung von Staaten sind die jährlich erzielten Exporterlöse. Die Auslandsverschuldung darf 150 % der Exporterlöse nicht übersteigen, wenn nachhaltig gesicherte Staatsfinanzen die finanzielle Flexibilität eines Staates erhalten sollen. Überschreitet mithin die Staatsverschuldung längerfristig die Grenze von 150 % deutlich, kann von Überschuldung gesprochen werden, insbesondere bei Staaten mit geringem Exportniveau oder wenig diversifizierten Exportstrukturen.
Den staatlichen Untergliederungen – wie etwa Gemeinden – droht ebenfalls die Gefahr einer Überschuldung. Die Überschuldung kann nämlich nicht nur in der doppischen Bilanz ermittelt werden, sondern auch bei kameralistisch aufgestellten öffentlichen Haushalten. Bei diesen kommt es darauf an, dass eine nach § 41 Abs. 4 GemHVO zu bildende Allgemeine Rücklage besteht, die als Residualgröße die Aufgabe des kommunalen Eigenkapitals erfüllt. Sofern diese Allgemeine Rücklage vollständig zum Zwecke des Haushaltsausgleichs aufgezehrt worden ist, liegt nach § 75 Abs. 7 GemO NRW Überschuldung vor. Überschuldung ist jedoch bei Bund, Bundesländern, Gemeindeverbänden und Gemeinden kein Insolvenzgrund, weil diese nach § 12 Nr. 1 und 2 InsO insolvenzunfähig sind.

## Überwindung der Schuldenkrise

### Privatpersonen
Während säumigen Schuldnern historisch die Schuldknechtschaft oder das Schuldgefängnis drohte, besteht in modernen Gesellschaften lediglich die Rechtsfolge, dass Gläubiger Vermögensgegenstände oder Einkommen des Schuldners pfänden können. Die Einführung des Verbraucherinsolvenzverfahrens im Jahr 1999 stellt ein wichtiges Element zur Überwindung der Überschuldung natürlicher Personen dar. Es ermöglicht überschuldeten Personen durch einen Schuldenbereinigungsplan, dem die Gläubiger zugestimmt haben, am Ende einer Wohlverhaltensperiode von 6 Jahren vom Rest ihrer Schulden befreit zu werden. Danach ist ein wirtschaftlicher Neuanfang möglich. Bei Einführung 1999 wurden 1.634 Fälle registriert, 2001 waren es bereits 9.070 Fälle, 2011 ist die Zahl auf 103.289 (2010: 108.798) Fälle angestiegen. Damit steigen gleichzeitig jedoch auch die Chancen, dass die betroffenen Haushalte von ihren belastenden Schulden befreit werden.
Bildung der Privathaushalte ist die wesentliche Quelle für eine eigenverantwortliche Lebensführung und für eine verantwortungsvolle Teilhabe an der Gesellschaft. Finanzielle Allgemeinbildung – also das Wissen und die Kompetenzen im Umgang mit Finanzdienstleistungen und Konsumwünschen – ist eine wichtige Grundlage, um Überschuldungsrisiken vorzubeugen. Entsprechend kommt der Verankerung der finanziellen Allgemeinbildung in der schulischen wie der außerschulischen Bildung eine zentrale Bedeutung zu.

#### Hilfestellung
Für Menschen, die von Überschuldung betroffen sind, bestehen Hilfeangebote der Schuldnerberatungsstellen bei den Wohlfahrtsverbänden, Verbraucherzentralen oder den Kommunen. Überschuldete Personen haben dann die Möglichkeit, in ein Verbraucherinsolvenzverfahren zu kommen. Entweder wird dann ein außergerichtlicher Vergleich durch die Beratungsstelle erreicht (dies gelingt in etwa 10 % der Fälle) oder es gelingt ein gerichtlicher Vergleich. Kommt es bei letzterem zu keiner Einigung, so folgt ein Insolvenzverfahren. Dies ermöglicht nach drei Jahren die Streichung sämtlicher Schulden. Auf diese Weise gelingt dem vormals Überschuldeten ein frischer Start.
Alternativ zu den Hilfsangeboten der öffentlichen Schuldnerberatungsstellen kann auch die Hilfe eines Rechtsanwalts in Anspruch genommen werden. Während bei den Schuldnerberatungsstellen häufig Wartezeiten von ein bis zwei Jahren vor Durchführung eines Verbraucherinsolvenzverfahrens in Kauf zu nehmen sind, kann mit anwaltlicher Hilfe das Verfahren sofort betrieben werden. Die Inanspruchnahme eines Rechtsanwalts ist allerdings mit Kosten verbunden, die nur zum Teil von der öffentlichen Hand übernommen werden.
Vorsicht ist bei Anzeigen in Zeitungen oder im Internet geboten, die angeblich Hilfe für Überschuldete versprechen. Dubiose Anbieter nutzen oftmals Scham und Not Überschuldeter aus, etwa auch durch „schnelle Kredite“. In Österreich warnte die Arbeiterkammer 2024 vor Betrügern, die überschuldeten Menschen neue Kreditmöglichkeiten bloß vorgaukelten. Ein gesetzliches Rücktrittsrecht von zwei Wochen ab Vertragsabschluss werde dabei oft nicht akzeptiert. Der Begriff „Finanzsanierung“ sei verbotswürdig.

### Unternehmen
Überschuldeten Unternehmen bietet die Fortführungsinsolvenz die Chance, aufgrund einer günstigen Fortführungsprognose die Unternehmenskrise zu überwinden. Verschiedene Sanierungsmaßnahmen wie Verkauf unrentabler Betriebsteile, Konzentration auf nachhaltig gewinnbringende Geschäftsmodelle, Verstärkung des Kerngeschäfts, eine weniger risikobehaftete Investitionspolitik, Schuldenerlass oder eigenkapitalstärkende kapitalkräftige Gesellschafter ermöglichen eine Weiterexistenz und einen wirtschaftlichen Neuanfang.

### Staaten
Nach dem Beschluss der G8-Finanzminister vom Juni 2003 soll die Schuldentragfähigkeit nach der Definition von IWF und Weltbank künftig auch als Ziel für Schuldensenkungen des Pariser Clubs gelten. Auch bei einem Insolvenzverfahren für Staaten wäre die Definition von Schuldentragfähigkeit entscheidend für die Berechnung des Umfangs von Schuldenerlassen. Schuldentragfähigkeit liegt vor, wenn „ein Land seinen momentanen und zukünftigen Schuldendienst vollständig leisten (kann), ohne auf Schuldenrestrukturierungen und das Aussetzen von Zahlungen zurückgreifen zu müssen und ohne dabei sein Wachstum zu gefährden.“ Schuldentragfähigkeit ist demnach gegeben, wenn ein Staat
- eine Schuldenquote unterhalb von 200–250 % (bei Barwertkalkulation (Net Present Value; NPV)),
- eine Schuldendienstquote unter 20–25 % und
- ein Verhältnis der Schulden (NPV) zu den Staatseinnahmen von 280 %[27] und zusätzlich hohe Steueraufbringungsbemühungen (Steuereinnahmen/BIP >20 %)

nachweisen kann.
Staaten müssen deshalb zur Vermeidung von Überschuldungsgefahren ihre Wirtschaftspolitik so ändern, dass die vorstehenden Zielgrößen erfüllt werden können.

## Überschuldung von Immobilien
Auch bei Immobilien spricht man von Überschuldung, wenn die nominelle Belastung mit Grundpfandrechten den Beleihungswert übersteigt. Diese Situation kann nicht bei einer ersten Immobilienfinanzierung eintreten, sondern lediglich im Falle sinkender Immobilienpreise, an welche die Beleihungswerte angepasst werden. Dies war insbesondere bei der Immobilienblase in den USA während der Finanzkrise ab 2007 der Fall.